# Amandine Marshall
Pour les articles homonymes, voir Marshall.
Amandine Marshall, née le 29 novembre 1980 à Toulouse, est une égyptologue, archéologue et auteur française. Elle est chercheuse associée à la Mission archéologique française de Thèbes Ouest (MAFTO) depuis 2005.
Elle est docteur de l'École des hautes études en sciences sociales de Toulouse après avoir soutenu en 2013 une thèse intitulée « Les enfants en Égypte ancienne des époques pré-dynastiques à la fin du Nouvel Empire », sous la direction de Christian Leblanc et Béatrix Midant-Reynes, publiée sous la forme d’une trilogie.
En 2010, après avoir dirigé un projet visant à créer un musée à la mémoire de l'égyptologue français Auguste Mariette — initiative qui ne vit toutefois pas le jour —, elle publie une biographie de cet archéologue.
Elle a écrit plusieurs autres ouvrages, notamment à destination du grand public et de la jeunesse.
Elle intervient dans différentes émissions de télévision, notamment Science grand format en 2018, Secrets d'Histoire en 2019, Laissez-vous guider en 2021 et Des racines et des ailes en 2022.
Amandine Marshall participe aux fouilles dirigées par Christian Leblanc sur le site du Ramesséum.
Conceptrice et réalisatrice des chaînes ToutankaTube et NefertiTube, fermées le 31 décembre 2024.

## Publications

### Ouvrages scientifiques
- Amandine Marshall, Bienvenue à l'école des scribes, Monaco, Le Rocher, 2022, 384 p. (coffret de 2 volumes)  (ISBN 978-2268107707)
- Amandine Marshall, La tombe de Toutânkhamon, l'envers du décor, Toulouse, Mondes Antiques, 2022, 148 p.  (ISBN 978-2956882848)
- Amandine Marshall, Dinosaures, animaux préhistoriques et... mythes grecs !, Toulouse, Mondes Antiques, 2021, 178 p. (ISBN 978-2-9568828-3-1)
- Amandine Marshall, Auguste Mariette, un aventurier-égyptologue, Toulouse, Mondes Antiques, 2021, 221 p. (ISBN 978-2-9568828-2-4)
- Amandine Marshall, L'Atlantide : un mythe de l'Egypte antique ?, Toulouse, Mondes Antiques, 2020, 106 p. (ISBN 978-2-9568828-0-0)
- Amandine Marshall, L'enfant et la mort en Égypte ancienne, Toulouse, Mondes Antiques, 2018, 514 p. (ISBN 979-10-699-1748-4)
- Amandine Marshall, Maternité et petite enfance en Égypte ancienne, Monaco, Éditions du Rocher, coll. « Champollion », 2015, 349 p. (ISBN 978-2-268-08032-1)
- Amandine Marshall, Être un enfant en Égypte ancienne, Monaco, Éditions du Rocher, coll. « Champollion », 2014, 349 p. (ISBN 978-2-268-07597-6)
- Amandine Marshall et Roger Lichtenberg, Les momies égyptiennes : la quête millénaire d'une technique, Paris, Fayard, 2013, 271 p. (ISBN 978-2-213-67866-5)
- Amandine Marshall, Auguste Mariette, Paris, Bibliothèque des introuvables, coll. « Égyptologie », 2010, 213 p. (ISBN 978-2-84575-341-9)

### Ouvrages grand public
- Amandine Marshall, Moi, Hélène la Maudite, Toulouse, Mondes Antiques, 2022, 254 p. (ISBN 978-2-9568828-5-5)
- Amandine Marshall, Légendes du ciel étoilé, Auterive, Le griffon bleu, 2008, 188 p. (ISBN 978-2-916422-17-6)
- Amandine Marshall, Une vie à trois visages, Toulouse, Éditions de la Perle noire, 2006, 313 p. (ISBN 978-2-9525518-0-9)
- Amandine Marshall, Mythes de la Grèce antique, Paris, Éditions du Panthéon, 2003, 236 p. (ISBN 978-2-84094-766-0)
- Amandine Marshall, Auguste Mariette, un aventurier à la conquête de l'Égypte, Toulouse, La Châtaigne Bleue, 163 p.  (ISBN 978-2956909064)

### Livres pour enfants
- Amandine Marshall, Les contes de Séléné : mythes grecs du ciel étoilé, Toulouse, La Châtaigne Bleue, 2020, 140 p. (ISBN 978-2-9569090-3-3)
- Amandine Marshall, Les contes de Thot : fables, contes et mythes de l'Egypte antique, Toulouse, La Châtaigne Bleue, 2019, 128 p. (ISBN 978-2-9569090-0-2)
- Amandine Marshall, Doudou et la déesse des chats, Toulouse/impr. en Espagne, Privat, 2018, 35 p. (ISBN 978-2-7089-6288-0)
- Amandine Marshall, Bienvenue à l'école des petits scribes, Monaco, Le Rocher, 2016, 144 p. (ISBN 978-2-268-08412-1)
- Amandine Marshall, L'Égypte antique, Paris, Gallimard jeunesse, coll. « Tothème », 2011, 96 p. (ISBN 978-2-07-063847-5)
- Amandine Marshall, En Égypte ancienne : Meryrê, Set Maât, 1480 av. J.-C., Paris, Gallimard jeunesse, coll. « Le journal d'un enfant » (no 4), 2004, 61 p. (ISBN 978-2-07-050115-1)